# Метрополитан линија
Метрополитан линија (енгл. Metropolitan line) је линија лондонског метроа између Олдгејта у Лондону и Амершама и Чешама у Бакингемширу, са огранцима до Вотфорда у Хертфордширу и Аксбриџа у Хилингдону. Одштампана магента на мапи подземне железнице, линија је дугачка 66,7 км и опслужује 34 станице (од којих је 13 без степеница до платформе). Између Алдгејта и Финчли Роуда, пруга је углавном у плитким тунелима, осим кратких деоница на станицама Барбикан и Фарингдон. Остатак линије је изнад земље, са мерачем оптерећења сличне величине као на главним линијама.
Ова линија је једна од само две подземне линије које прелазе границу Великог Лондона и настављају ка споља у матичне округе, а друга је Централна линија. То је једина подземна линија са експресном услугом у шпицу; резултирајућа већа удаљеност између станица значи да возови могу постићи највећу брзину система до 100 км/с на неким деоницама.

## Траса
Метрополитен линија је дуга 67 км и опслужује 34 станице. Електрификован је четворошинским једносмерним системом: централна проводничка шина је под напоном на –250 В, а шина изван возне шине на +500 В, што даје потенцијалну разлику од 750 В, осим за деоницу од Аксбриџа до Финчли Роуд-а који је под напоном на –210 В и +420 В респективно (630 В потенцијална разлика) за одржавање компатибилност са залихама из 1973. и залихама из 1996. који раде у тим областима.

## Услуге
Метрополитен линија је једина линија лондонског метроа која има нон-стоп услуге кроз неке од својих станица, иако од 11. децембра 2011. оне саобраћају само радним данима у одређеним терминима (југ у јутарњим сатима, на север у вечерњим сатима). У зависности од обрасца заустављања, услуге се декларишу или као све станице, полубрзе или брзе на информативним таблама платформе и најавама у возу. Образац заустављања сваке врсте услуге је следећи:
- услуге свих станица се позивају на све станице на линији[4]
- полубрзе услуге саобраћају без престанка између Wembley Park и Harrow-on-the-Hill, и позивају се на свим осталим станицама на линији[4]
- брзе услуге саобраћају нон-стоп између Wembley Park и Harrow-on-the-Hill и између Harrow-on-the-Hill и Moor Park[4]
- у правцу југа, брзи и полубрзи возови обично не долазе у Wembley Park, већ се крећу без престанка од Harrow-on-the-Hill до Finchley Road[4]